# Stazione di Trani
La stazione di Trani è una stazione ferroviaria, posta lungo la ferrovia Adriatica, a servizio dell'omonimo comune.

## Storia
La stazione venne attivata il 11 agosto 1864, come capolinea provvisorio della linea da Foggia, prolungata verso Bari il 26 febbraio dell'anno successivo. 

## Strutture e impianti
Il binario 2 viene utilizzato di regola per il traffico diretto verso Bari, mentre il binario 3 viene utilizzato per il traffico diretto a Barletta/Foggia. Il binario 1 invece è utilizzato come binario di precedenza.

## Movimento
La stazione è servita da treni regionali e dalla quasi totalità dei treni InterCity e InterCity Notte, ivi transitanti, oltre che da 3 coppie di Italo Torino/Roma-Bari e viceversa (via Caserta-Benevento).

## Servizi
La stazione dispone di:
- Biglietteria a sportello
- Biglietteria self-service attiva 24/24h (solo biglietti regionali)[2]
- Sala d'attesa
- Servizi igienici
- Bar
- Edicola